# Busted
Busted (in Nederland bekend als Bust) is een Britse rockband. In de hoogtijdagen van de band, tussen 2001 en 2005, bestond Busted uit James Bourne, Matt Willis en Charlie Simpson.
In 2004 won de band twee Brit Awards in de categorieën British breakthrough act en Pop act.

## Geschiedenis
De band werd in 2000 opgericht, onder de naam The Termites en bestond uit vier leden:
- James Bourne - zang en gitaar
- Matt Willis - drums
- Owen Doyle - basgitaar en zang
- Ki McPhail - gitaar en zang

In maart van dat jaar tekende het viertal een contract bij een professioneel management en een maand later veranderden ze de naam in Busted. Niet veel later verlieten Doyle en McPhail echter de band. Ze werden kortstondig vervangen door Tom Fletcher, maar deze werd 24 uur later alweer vervangen door Charlie Simpson. Fletcher bleef nog wel betrokken bij de band en schreef samen met Bourne enkele nummers die verschenen op beide albums. Nadat hij zijn eigen band had opgericht (McFly) gingen zij mee als supporting act op tournee door het Verenigd Koninkrijk (2004).
De band had nu zijn uiteindelijk bezetting bereikt en ging op zoek naar een platencontract. In 2001 hadden ze een contract aangeboden gekregen van Simon Cowell (jurylid bij onder meer Pop Idol), maar dit hadden ze geweigerd. In 2002 tekenden ze een contract bij Universal Island, zonder drummer. Ze maakten gebruik van gastdrummers tijdens optredens en studiosessies.

### Het begin
Vanaf augustus 2002 werd het serieus. De band verscheen op de cover van Smash Hits, een Brits popmagazine, en waren daarmee de eerste popgroep die op de cover verscheen voordat ze een single had uitgebracht. De debuutsingle "What I Go to School For" verscheen in september 2002 en bereikte nummer 3 in het Verenigd Koninkrijk. Hierna werd het debuutalbum, Busted, uitgebracht. Het scoorde middelmatig en wist aanvankelijk niet hoger te komen dan de 30e plaats.
De tweede single, "Year 3000" kwam uit in januari 2003 en bereikte de zevende plaats in Nederland, de vijfde in België en de tweede in het Verenigd Koninkrijk.
De derde single, "You Said No" kwam uit in de lente van 2003 en wist in België en het Verenigd Koninkrijk de 1e plaats te bereiken, waardoor Guiness Hit Singles Busted uitriep tot de eerste band die hun drie debuutsingles in omgekeerde volgorde in de top 3 kregen.
You Said No, origineel uitgebracht als "Crash and Burn", kwam in Nederland niet hoger dan de 27e plek.
Het album werd opnieuw uitgebracht met enkele nieuwe nummers, en scoorde ditmaal aanzienlijk beter, met meer dan 1,2 miljoen verkochte exemplaren wereldwijd. Ondertussen was de band al bezig met het tweede album A Present for Everyone en werd er nog een vierde single uitgegeven van het debuutalbum: Sleeping With the Light On. Deze kwam niet binnen in de Nederlandse of Belgische hitlijsten, maar wist tot nummer 3 te klimmen in de Engelse charts.
Voordat het nieuwe album werd uitgebracht, werd er nog één single gelanceerd, genaamd "Hurra Hurra Die Schule Brennt" (Hoera hoera de school brandt). Dit was een cover, de originele tekst was in het Duits. De coupletten werden in het Engels herschreven, het refrein bleef wel Duitstalig. Deze single werd alleen in Duitsland, Oostenrijk en Zwitserland uitgebracht.

### A Present For Everyone
Busted won in 2003 twee prijzen, één in de National Music Awards (favoriete nieuwkomer) en één in Disney Channel Kids' Awards (beste band). Vervolgens lanceerde de band zijn nieuwe album "A Present for Everyone", met als eerste single "Crashed the Wedding". Crashed The Wedding kwam in België niet verder dan de Vlaamse Tipparade en in Nederland de 28e positie, terwijl het in Engeland op nummer 1 kwam. Ook het tweede album zou ruim 1 miljoen keer over de toonbank gaan. Aan het einde van de 2003 werd Busted met het nummer "Year 3000" genomineerd voor een Grammy Award (Record of the Year), maar verloor deze aan Westlife met het nummer "Mandy". De band kondigde een stadiontournee aan voor februari 2004.
Het jaar 2004 zou het laatste jaar worden van de band. Na de stadiontournee in februari scoorde band nog twee hits met "Who's David?" en "Air Hostess" die in Engeland respectievelijk de eerste en de tweede plaats behaalden in de charts. Verder kwamen ze beiden in Ierland uit. Dat jaar won Busted ook twee Brit Awards, die voor "Best British breakthrough act" en "Best pop act". De band ging vervolgens naar Amerika en bracht er een album uit dat ook de naam "Busted" droeg, maar met een andere tracklist dan het debuutalbum. De pogingen van de band om door te breken in de VS - die mislukten - werden vastgelegd in de tv serie "America or Busted", dat werd uitgezonden door MTV.
Tijdens hun verblijf in Amerika werden de 3 heren gevraagd om de soundtrack van de nieuwe Thunderbirds op te nemen. De soundtrack werd, samen met het nummer "3am" (van het album "A Present for Everyone"), uitgebracht als een double A sided single, onder de naam "Thunderbirds/3am". De single zou in Engeland vier weken op nummer 1 blijven staan. De band won een Grammy Award in de categorie "Record of the Year" voor de single. In Nederland bereikte het de 72ste positie (2 weken) en in Vlaanderen de 16de positie in de tipparade.
Ze brachten nog een vijfde single uit: "She Wants to Be Me", maar deze kwam niet in de hitlijsten terecht. Verder werd er nog een livealbum uitgebracht, getiteld "A Ticket for Everyone: Busted Live", dat de 11de positie bereikte in de UK Charts. Er volgde een nieuwe tournee, die volledig was uitverkocht. Busted werd de band die de meeste avonden achtereen in een uitverkocht Wembley Stadium speelde; 11 keer.

### Band Aid
Aan het einde van 2004 was de band onderdeel van Band Aid 20, een liefdadigheidsband die met een derde re-make van het nummer "Do they know it's Christmas" geld wilde inzamelen voor de bestrijding van hiv en aids in Afrika, hongersnood in Darfur en overige hulpverlening in andere landen als Ethiopië.

## Einde
Nadat Simpson al enige tijd bezig was met een andere band, Fightstar, kondigde deze band een tournee aan, bestaande uit 14 optredens in het Verenigd Koninkrijk. Simpson gaf op 24 december 2004 door aan de manager van Busted dat hij uit de band stapte. Op 13 januari 2005 organiseerde Busteds management een persconferentie in het Soho Hotel in Londen. De volgende dag, op 14 januari, werd aangekondigd dat Busted ophield met bestaan, nadat Charlie Simpson enkele weken eerder al uit de band was gestapt.

### Solocarrières

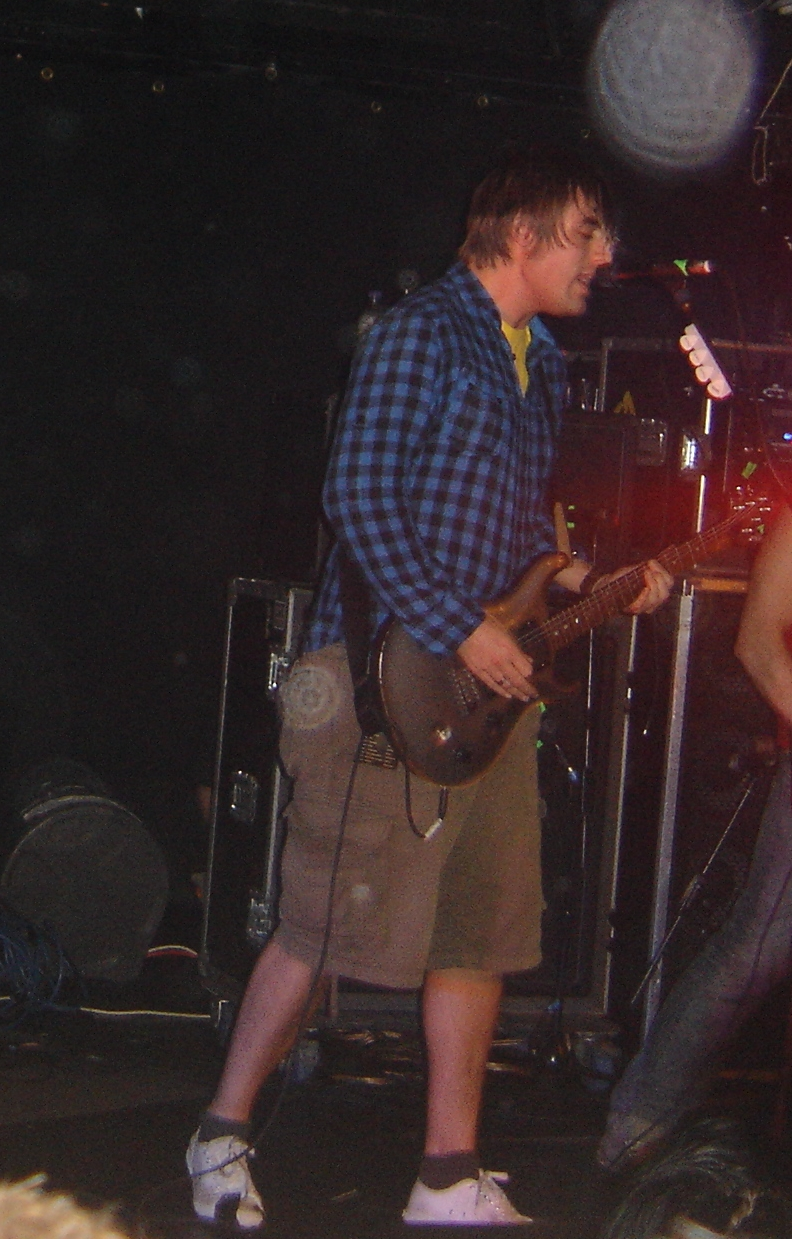
Charlie Simpson tijdens een optreden met Fightstar in 2009

Charlie Simpson bleef na Busted in Fightstar. Fightstar is een post-hardcore band die een jaar voor het einde van Busted werd opgericht, en die qua sound niet met Simpsons vorige band te vergelijken is. Fightstar heeft anno 2015 één ep en vijf albums uitgebracht. De albums zijn zowel in het Verenigd Koninkrijk, als in de Verenigde Staten uitgebracht. Van de drie leden van Busted is de carrière van Simpson tot nu toe het meest stabiel en succesvol gebleven.
James Bourne formeerde een nieuwe band, Son of Dork. De muziek van Son of Dork was vergelijkbaar met die van Busted, en de band bestond van 2005 tot 2008, waarin ze één album uitbrachten: Welcome to Loserville. Toen de band uit elkaar viel begon Bourne een solocarrière onder de naam Future Boy. In juni 2008 kondigde hij aan dat hij bezig was met een soloalbum, waarover hij zei: "It is NOT a rock album, it is 100 % electronic". In december 2008 gaf hij de tracklist van 11 liedjes vrij, en later via Twitter dat de eerste single van het album "Karate on My Heart" zou zijn. Het album wordt verwacht in mei 2010. Naast zijn solocarrière heeft hij liedjes geschreven voor onder meer Mel C, McFly, JC Chasez, Patrick Monahan en de Jonas Brothers.
Van 2007 tot 2008 was hij een van de schrijvers van de Britse musical/dramaserie Britannia High. In februari 2009 kondigde Bourne via MySpace aan dat hij samen met Ollie Kinski en een "geheime drummer" een nieuwe band had gevormd, genaamd Call Me When I'm 18.

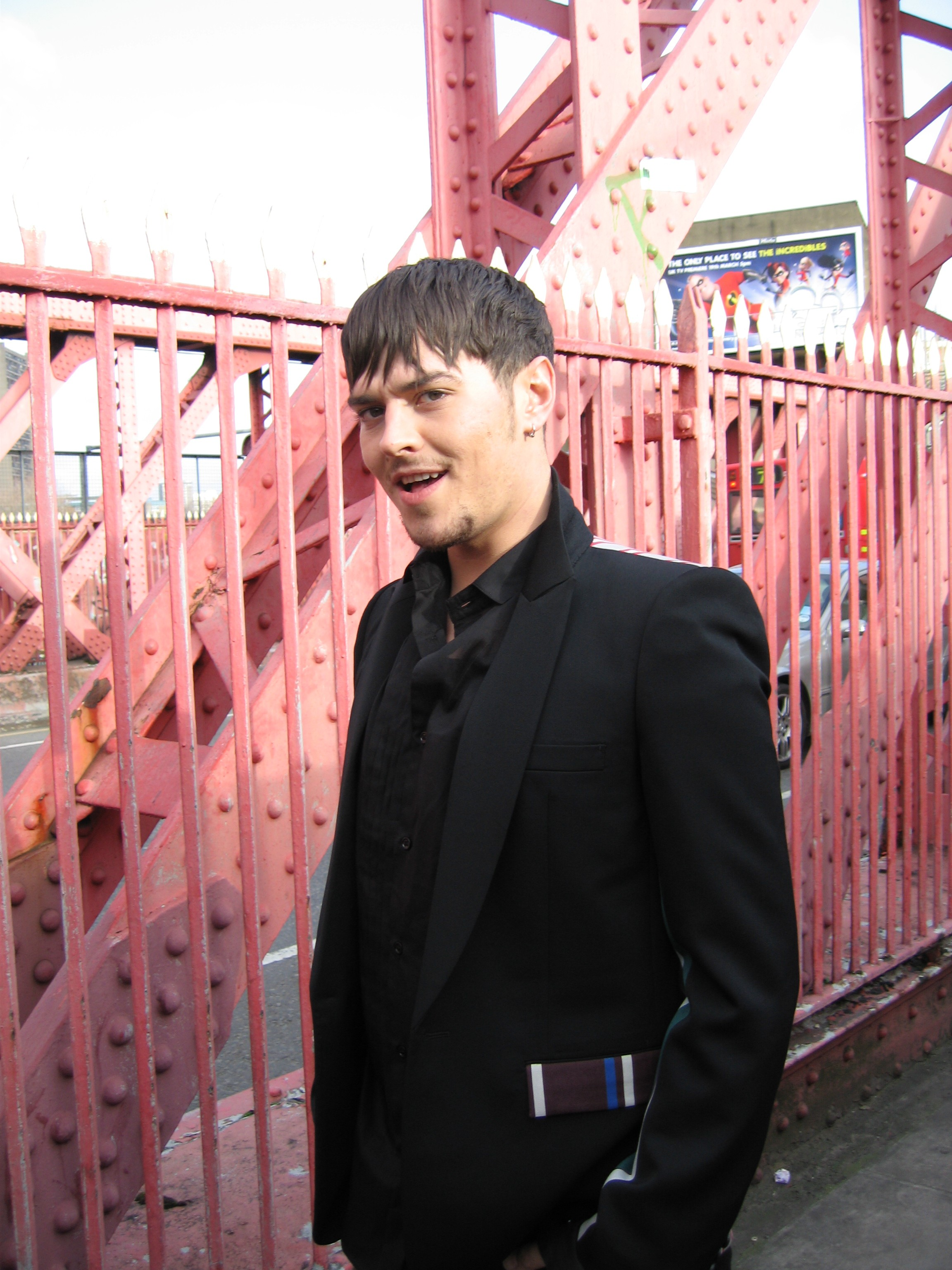
Matt Willis in 2006

Matt Willis belandde vlak na het einde van Busted kortstondig in een afkickkliniek, en begon daarna een solocarrière. Hij bracht vier singles uit: "Up All Night", "Hey Kid" en "Don't Let It Go to Waste" (allen 2006) en een cover van "Crash" voor de film Mr. Bean's Holiday (2007). Alle singles, met uitzondering van de laatste, verschenen op zijn soloalbum Don't Let It Go to Waste. Verder deed hij mee aan I'm a Celebrity...Get Me Out of Here!, de Britse versie van Bobo's in the Bush, wat hij ook zou winnen.
Nadat hij weg was bij zijn platenmaatschappij begon Willis te presenteren. Zo presenteerde hij de Brit Awards en samen met zijn vrouw Emma Willis I'm a Celebrity...Get Me Out of Here! en de BAFTA Awards. Verder kondigde hij in 2009 aan een nieuwe band te hebben gestart.

## Rechtszaak
Begin 2008 werden Matt Willis, James Bourne en hun voormalig manager Richard Rashman aangeklaagd door voormalig leden Ki McPhail en Owen Doyle, die claimden dat ze drie van de bands grootste hits, "What I Go to School For", "Sleeping With The Light On" en "Year 3000" hadden geschreven, plus het lied "Psycho Girl", en dat ze daarvoor nog 10 miljoen Engelse pond aan royalty's voor moesten krijgen. Volgens McPhail en Doyle werden ze gedwongen de rechten op te geven en hadden ze er nooit geld voor teruggekregen. Op de vijftiende dag van de zaak werd bekend dat Doyle en McPhail de zaak hadden verloren, omdat ze volgens de rechter geen betrouwbare getuigen waren.

## Leden

### The Termites (2000-2003)
- James Bourne - zang en gitaar
- Matt Willis - drums
- Owen Doyle - basgitaar en zang
- Ki McPhail - gitaar en zang

### Busted (2003-2005)
- James Bourne (13 september 1983) - zang en slaggitaar
- Matt Willis (8 mei 1983) - zang en basgitaar
- Charlie Simpson (7 juni 1985) - zang en leadgitaar

Aanvankelijk was Tom Fletcher (tegenwoordig leadzanger van de band McFly) leadgitarist en zanger, naast Bourne en Willis, maar deze werd na 24 uur al vervangen door Simpson.

## Discografie

### Studioalbums
- 2002: Busted
- 2003: A Present for Everyone
- 2016: Night Driver
- 2019: Half Way There

### Livealbums
- 2004: A Ticket for Everyone: Busted Live
- 2023: Greatest Hits 2.0 (Another Present For Everyone) [Live Edition]

### Compilatiealbums
- 2004: Busted
- 2023: Greatest Hits 2.0

### Ep's
2003: Red Room Sessions

### Singles
| Jaar | Titel                                                                                   | Hoogste posities in de hitlijsten | Hoogste posities in de hitlijsten | Hoogste posities in de hitlijsten | Hoogste posities in de hitlijsten | Hoogste posities in de hitlijsten | Hoogste posities in de hitlijsten | Hoogste posities in de hitlijsten | Hoogste posities in de hitlijsten | Hoogste posities in de hitlijsten | Hoogste posities in de hitlijsten | Certificaties (sales thresholds) | Album                  |
| Jaar | Titel                                                                                   | VK                                | SCO                               | AUS                               | AUT                               | DEN                               | FRA                               | DE                                | IRE                               | NL                                | ZWI                               | Certificaties (sales thresholds) | Album                  |
| ---- | --------------------------------------------------------------------------------------- | --------------------------------- | --------------------------------- | --------------------------------- | --------------------------------- | --------------------------------- | --------------------------------- | --------------------------------- | --------------------------------- | --------------------------------- | --------------------------------- | -------------------------------- | ---------------------- |
| 2002 | What I Go to School For                                                                 | 3                                 | 3                                 | 22                                | 32                                | —                                 | —                                 | 34                                | 20                                | —                                 | 33                                | - BPI: Goud                      | Busted                 |
| 2003 | Year 3000                                                                               | 2                                 | 2                                 | 42                                | 15                                | 10                                | 45                                | 21                                | 2                                 | 7                                 | 48                                | - BPI: Platina                   | Busted                 |
| 2003 | You Said No                                                                             | 1                                 | 2                                 | —                                 | 62                                | 15                                | —                                 | 38                                | 3                                 | 27                                | —                                 |                                  | Busted                 |
| 2003 | Sleeping with the Light On                                                              | 3                                 | 2                                 | —                                 | —                                 | —                                 | —                                 | —                                 | 4                                 | —                                 | —                                 | - BPI: Zilver                    | Busted                 |
| 2003 | Hurra Hurra Die Schule Brennt                                                           | —                                 | —                                 | —                                 | 20                                | —                                 | —                                 | 19                                | —                                 | —                                 | 34                                |                                  | Busted                 |
| 2003 | Crashed the Wedding                                                                     | 1                                 | 1                                 | —                                 | 70                                | 3                                 | —                                 | 45                                | 3                                 | 28                                | 59                                | - BPI: Zilver                    | A Present for Everyone |
| 2004 | Who's David                                                                             | 1                                 | 2                                 | —                                 | —                                 | —                                 | —                                 | —                                 | 9                                 | —                                 | —                                 |                                  | A Present for Everyone |
| 2004 | Air Hostess                                                                             | 2                                 | 3                                 | —                                 | —                                 | —                                 | —                                 | 51                                | 12                                | —                                 | —                                 | - BPI: Zilver                    | A Present for Everyone |
| 2004 | Thunderbirds / 3AM                                                                      | 1                                 | 1                                 | —                                 | —                                 | —                                 | —                                 | 92                                | 6                                 | 72                                | —                                 | - BPI: Zilver                    | A Present for Everyone |
| 2004 | She Wants to Be Me                                                                      | —                                 | —                                 | —                                 | —                                 | —                                 | —                                 | —                                 | —                                 | —                                 | —                                 |                                  | A Present for Everyone |
| 2016 | On What You're On                                                                       | 60                                | 26                                | —                                 | —                                 | —                                 | —                                 | —                                 | —                                 | —                                 | —                                 |                                  | Night Driver           |
| 2018 | Nineties                                                                                | —                                 | —                                 | —                                 | —                                 | —                                 | —                                 | —                                 | —                                 | —                                 | —                                 |                                  | Half Way There         |
| 2019 | Radio                                                                                   | —                                 | —                                 | —                                 | —                                 | —                                 | —                                 | —                                 | —                                 | —                                 | —                                 |                                  | Half Way There         |
| 2023 | Loser Kid 2.0 (met Simple Plan)                                                         | —                                 | —                                 | —                                 | —                                 | —                                 | —                                 | —                                 | —                                 | —                                 | —                                 |                                  | Greatest Hits 2.0      |
| 2023 | Meet You There 2.0 (met Neck Deep)                                                      | —                                 | —                                 | —                                 | —                                 | —                                 | —                                 | —                                 | —                                 | —                                 | —                                 |                                  | Greatest Hits 2.0      |
| 2023 | MMMBop 2.0 (met Hanson)                                                                 | —                                 | —                                 | —                                 | —                                 | —                                 | —                                 | —                                 | —                                 | —                                 | —                                 |                                  | Greatest Hits 2.0      |
| 2023 | Crashed the Wedding 2.0 (met All Time Low)                                              | —                                 | —                                 | —                                 | —                                 | —                                 | —                                 | —                                 | —                                 | —                                 | —                                 |                                  | Greatest Hits 2.0      |
| 2023 | Year 3000 2.0 (met Jonas Brothers)                                                      | —                                 | —                                 | —                                 | —                                 | —                                 | —                                 | —                                 | —                                 | —                                 | —                                 |                                  | Greatest Hits 2.0      |
| 2023 | Good One                                                                                | —                                 | —                                 | —                                 | —                                 | —                                 | —                                 | —                                 | —                                 | —                                 | —                                 |                                  | Greatest Hits 2.0      |
| 2023 | One of These Days                                                                       | —                                 | —                                 | —                                 | —                                 | —                                 | —                                 | —                                 | —                                 | —                                 | —                                 |                                  | TBA                    |
|      | "—" geeft een single aan die niet in de hitlijsten is opgenomen of niet is uitgebracht. |                                   |                                   |                                   |                                   |                                   |                                   |                                   |                                   |                                   |                                   |                                  |                        |

### Promotiesingles
- 2016: Coming Home
- 2016: Easy
- 2016: One of a Kind
- 2017: Thinking of You
- 2018: Reunion
- 2019: Shipwrecked in Atlantis
- 2023: Loser Kid 2.0

### Muziekvideo's
- 2002: What I Go to School For
- 2003: Year 3000
- 2003: You Said No
- 2003: Sleeping with the Light On
- 2003: Crashed the Wedding
- 2003: Hurra Hurra Die Schule Brennt
- 2004: Who's David?
- 2004: Air Hostess
- 2004: Thunderbirds Are Go
- 2004: 3AM
- 2016: Coming Home
- 2016: On What You're On
- 2018: Nineties
- 2019: Radio
- 2019: Shipwrecked in Atlantis

## Hitnoteringen

### Albums
| Album met eventuele hitnotering(en) in de Nederlandse Album Top 100 | Datum van verschijnen | Datum van binnenkomst | Hoogste positie | Aantal weken | Opmerkingen |
| ------------------------------------------------------------------- | --------------------- | --------------------- | --------------- | ------------ | ----------- |
| Busted                                                              | 2002                  | 24-05-2003            | 51              | 16           |             |
| A Present for Everyone                                              | 2003                  | -                     | -               | -            |             |
| Night Driver                                                        | 2016                  | -                     | -               | -            |             |
| Half Way There                                                      | 2019                  | -                     | -               | -            |             |

| Album met hitnotering(en) in de Vlaamse Ultratop 200 albums | Datum van verschijnen | Datum van binnenkomst | Hoogste positie | Aantal weken | Opmerkingen |
| ----------------------------------------------------------- | --------------------- | --------------------- | --------------- | ------------ | ----------- |
| Busted                                                      | 2002                  | 17-05-2003            | 27              | 12           |             |
| A Present for Everyone                                      | 2003                  | -                     |                 |              |             |
| Night Driver                                                | 2016                  | -                     |                 |              |             |
| Half Way There                                              | 2019                  | -                     |                 |              |             |

### Singles
| Single met eventuele hitnotering(en) in de Nederlandse Top 40 | Datum van verschijnen | Datum van binnenkomst | Hoogste positie | Aantal weken | Opmerkingen |
| ------------------------------------------------------------- | --------------------- | --------------------- | --------------- | ------------ | ----------- |
| What I Go to School For                                       | 2002                  | -                     | -               | -            |             |
| Year 3000                                                     | 2003                  | 19-04-2003            | 5               | 14           |             |
| You Said No                                                   | 2003                  | 09-08-2003            | 40              | 2            |             |
| Sleeping With the Light On                                    | 2003                  | -                     | -               | -            |             |
| Crashed the Wedding                                           | 2003                  | -                     | -               | -            |             |
| Who's David?                                                  | 2004                  | -                     | -               | -            |             |
| Air Hostess                                                   | 2004                  | -                     | -               | -            |             |
| Thunderbirds/3am                                              | 2004                  | -                     | -               | -            |             |
| She wants to be me                                            | 2004                  | -                     | -               | -            |             |
| On what your on                                               | 2017                  | -                     | -               | -            |             |
| Nineties                                                      | 2019                  | -                     | -               | -            |             |
| Radio                                                         | 2019                  | -                     | -               | -            |             |
| Shipwrecked in Atlantis                                       | 2019                  | -                     | -               | -            |             |

| Single met hitnotering(en) in de Vlaamse Ultratop 50 | Datum van verschijnen | Datum van binnenkomst | Hoogste positie | Aantal weken | Opmerkingen |
| ---------------------------------------------------- | --------------------- | --------------------- | --------------- | ------------ | ----------- |
| Year 3000                                            | 2003                  | 05-04-2003            | 5               | 15           |             |
| You Said No                                          | 2003                  | 19-07-2003            | tip1            | -            |             |
| Crashed the Wedding                                  | 2003                  | 22-11-2003            | tip8            | -            |             |
| Thunderbirds/3am                                     | 2004                  | 18-09-2004            | tip16           | -            |             |
| On What Your On                                      | 2017                  | -                     |                 |              |             |
| Nineties                                             | 2019                  | -                     |                 |              |             |
| Radio                                                | 2019                  | -                     |                 |              |             |
| Shipwrecked in Atlantis                              | 2019                  | -                     |                 |              |             |